# Îlots des Apôtres
Les îlots des Apôtres sont un groupe d'îles de l'archipel des Crozet.

## Géographie

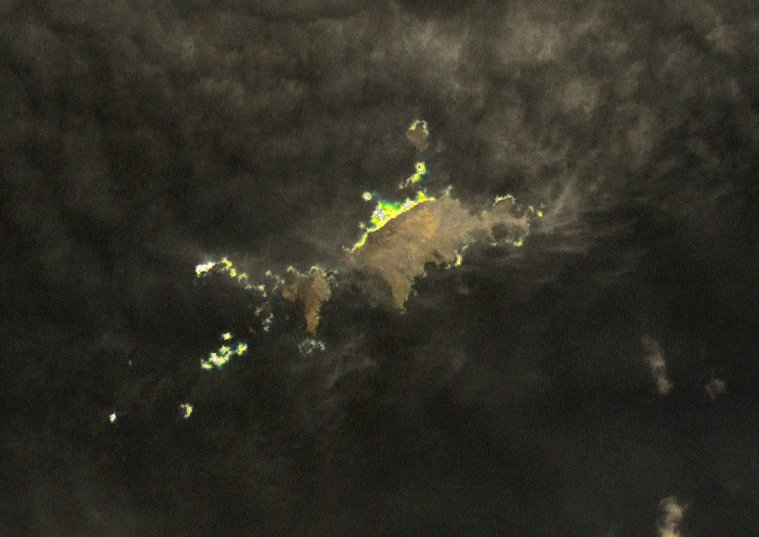
Image satellite des îlots.

Les îlots des Apôtres font partie du groupe occidental de l'archipel des Crozet et sont situés à environ 10 km au nord-est de l'île aux Cochons, la plus grande île du groupe. Ils sont composés d'une île principale, la Grande Île, d'une île plus petite, la Petite Île, et de plusieurs rochers, parmi lesquels on peut citer le Rocher Nord, le Rocher Fendu, le Rocher Percé, le Donjon ou l'Obélisque. L'ensemble de l'archipel ne dépasse pas 2 km2.
Les îles sont très escarpées. Malgré leur petite taille, Grande Île culmine à 292 m d'altitude, Petite Île à 246 m, le rocher le Donjon à 228 m et cinq autres rochers à au moins 110 m.

## Volcanologie
Le groupe d'îles, îlots et récifs s'aligne selon une direction NE-SO qui pourrait être une direction indurée d'alimentation du magma (dykes) ayant mieux résisté que le reste du volcan aux failles, effondrements et érosion marine. Actuellement, une superficie infime de l'appareil volcanique est visible bien que son extension, à son apogée, devait dépasser la taille de l'île aux Cochons. Sur la Grande Île, on observe des brèches à gros blocs et des empilements de coulées de lave (probablement basaltique) séparées par des niveaux de scories. Des mesures géochronologiques ont fourni des âges de 2,6 et 5,5 millions d'années soit le Mio-Pliocène. C'est bien un âge au moins égal à ceux des séries basales de l'île de l'Est et de la Possession qu'il faudrait retenir.

## Îles
La liste suivant donne les noms des îlots et rochers de l'archipel, du Nord au Sud :
| Nom                       | Superficie (ha) |
| ------------------------- | --------------- |
| Rocher Nord               | 6,0             |
| L’Enclume                 | 1,5             |
| Grande Île                | 150,0           |
| Le Clown                  | 0,4             |
| La Sentinelle perdue      | 0,2             |
| Les Jumeaux               | 0,5             |
| Rocher Fendu              | 3,0             |
| Petite Île                | 30,0            |
| Les Sentinelles du Diable | 1,0             |
| La Petite Aiguille        | 0,2             |
| La Grande Aiguille        | 1,0             |
| Le Hangar                 | 1,5             |
| Le Donjon                 | 2,5             |
| (Îlot sans nom)           | < 0,1           |
| Rocher Sud                | 1,5             |
| Le Torpilleur             | 0,1             |
| Le Caillou                | 0,4             |
| L'Obélisque               | 0,3             |
| Rocher Percé              | 1,0             |
| Total                     | 201,1           |

## Histoire
Les Apôtres sont tristement célèbres par le naufrage dans la nuit du 1er au 2 juillet 1875, du Strathmore (en), un trois-mâts à moteur auxiliaire commandé par Alexander Mac Donald, qui effectuait son voyage inaugural entre le Royaume-Uni et la Nouvelle-Zélande. Son compas étant déréglé, le navire heurta les récifs à proximité de la Grande Ile et sombra rapidement,.
Les rescapés (44 sur les 89 personnes à bord) sont des membres de l'équipage et des passagers surpris dans leurs tenues de ville. Ils vont difficilement survivre pendant 205 jours de privations, de froid, de promiscuité, jusqu'au 21 janvier 1876 où les 38 survivants seront secourus par le baleinier américain Young Phoenix qui avait déjà recueilli 30 naufragés d'un navire abandonné,,. Une seule femme a survécu au naufrage et au séjour sur l'île.

## Environnement
Les îlots des Apôtres, au même titre que les autres îles de l'archipel, sont protégés au sein de la Réserve naturelle nationale des Terres australes françaises. Cette protection couvre tant leur espace terrestre que leurs eaux territoriales. Elle prend la forme d'une réserve intégrale, où seules les activités liées à la recherche scientifique et technique sont autorisées.